# Аштинский язык
Аштынский язык (аштинский; самоназвание: иштӀан гъай [išt’an ʁaj]) — язык из даргинских языков. Относится к кубачи-аштынской группе даргинской ветви нахско-дагестанской языковой семьи. Распространен в селениях Ашты и Дирбакмахи (Дирбаг) на юге Дахадаевского района Дагестана. На 2010 год численность оценивалась в 600 человек, часть переселилась на равнину.
Несмотря на близость соседних сёл (Кунки, Худуц), их жители и жители Ашты говорят на разных языках. Считается, что в XIII—XIV веках часть жителей выселилась из аула Анчибчи, располагавшего в районе нынешнего села Кубачи, основав Ашты. Это объясняет близость языков кубачинского и аштынского. Однако само разделение кубачинского и аштынского, по данным лексикостатистики, должно было произойти ещё раньше: более тысячи лет назад. А около 100 лет назад предки нынешних жителей Дирбакмахи переселились из Ашты; между речью аулов Ашты и Дирбакмахи нет существенных различий.
Традиционно кубачинский язык считался диалектом даргинского языка, а аштынский — говором кубачинского диалекта. Современными исследователями аштынский язык рассматривается как диалект кубачинского или даже как отдельный язык, родственный кубачинскому. Кубачинский и аштынский не совсем взаимопонимаемы, доля общей лексики около 89 %.